# Yūko Fujimoto
Yūko Fujimoto (藤本佑子?, Fujimoto Yūko; Hiroshima, 14 gennaio 1943) è una pallavolista giapponese.

## Carriera

### Club
.

### Nazionale
Ha fatto parte delle squadra giapponese denominata Streghe orientali, vincitrice della medaglia d'oro alle Olimpiadi estive del 1964 a Tokyo.